# Casal Velino
Pour les articles homonymes, voir Casal.
Casal Velino est une commune italienne de la province de Salerne, dans la région Campanie.

## Administration
| Période                                  | Période | Identité | Étiquette | Qualité |
| ---------------------------------------- | ------- | -------- | --------- | ------- |
|                                          |         |          |           |         |
| Les données manquantes sont à compléter. |         |          |           |         |

### Hameaux
Acquavella, Marina di Casal Velino, Vallo Scalo.

### Communes limitrophes
Ascea, Castelnuovo Cilento, Omignano, Pollica, Salento, Stella Cilento.